# Tethysbaena texana
Tethysbaena texana är en kräftdjursart som först beskrevs av Bassett Maguire 1965.  Tethysbaena texana ingår i släktet Tethysbaena och familjen Monodellidae. Inga underarter finns listade i Catalogue of Life.